# Работа, Василий Григорьевич
Васи́лий Григо́рьевич Рабо́та (12 февраля 1931, Садыкащи, КазАССР — 13 июня 2024, Саратов) — советский и российский лётчик-испытатель, майор авиации, Герой Российской Федерации (1995), заслуженный лётчик-испытатель СССР (1985).

## Биография

### Ранние годы
Василий Работа родился 12 февраля 1931 года в селе Садыкащы Цюрупинского района Казахской АССР в русской семье. В 1950 году окончил Алма-Атинский железнодорожный техникум, после чего работал помощником машиниста на железной дороге.

### Военная служба
В сентябре 1952 года поступил на службу в Советскую Армию. В 1953 году окончил 6-ю военную авиационную школу первоначального обучения лётчиков в городе Каменка Пензенской области, а в 1955 году — 151-е ВАУЛ в Сызрани. Служил в строевых частях ВВС Группы советских войск в Германии. В октябре 1963 года капитан Василий Работа был отправлен в запас.

### Лётно-испытательная работа
В 1963 году окончил курсы при Школе лётчиков-испытателей.
С 1963 по 1966 год — лётчик-испытатель Тбилисского авиационного завода. Испытывал серийные учебно-тренировочные сверхзвуковые истребители МиГ-21У и их модификации. В декабре 1966 года, во время испытания самолета случилась аварийная ситуация, и Василий Григорьевич был вынужден катапультироваться.
С 1967 по 1996 год служил лётчиком-испытателем Саратовского авиационного завода. В 1971 году присвоено воинское звание майор. С 1975 года занимал должность заместитель начальника лётно-испытательной станции по лётной части. В этой должности он испытывал серийные реактивные пассажирские самолёты Як-40 (с 1967 по 1981 год) и Як-42 (с 1981 по 1996 год), а также боевые самолёты вертикального взлёта и посадки Як-38 (1974—1995) и их модификации.
26 июня 1995 года за мужество и героизм, проявленные при испытании новых образцов специальной техники, Указом Президента Российской Федерации № 636 Василию Григорьевичу Работе было присвоено звание Героя Российской Федерации.

### Общественная деятельность
Состоял в Клубе Героев города Жуковского.

### Смерть
Василий Григорьевич Работа скончался 13 июня 2024 года на 94-м году жизни в Саратове.

## Награды и звания
- Герой Российской Федерации (26 июня 1995 года, медаль № 178)[10]
- Орден Трудового Красного Знамени (10 июня 1977 года)
- Орден Красной Звезды (22 февраля 1963 года)
- Орден «Знак Почёта» (26 апреля 1971 года)
- Заслуженный лётчик-испытатель СССР (16 августа 1985 года)
- Медали СССР и РФ

## Память
- В 1995 году имя Василия Работы было занесено в Книгу рекордов Гиннесса как самого старого лётчика-испытателя на планете (в возрасте 65 лет он ещё активно летал на испытаниях)[11][12]